# Jeanette Hain
Jeanette Hain (Monaco di Baviera, 18 febbraio 1969) è un'attrice tedesca.

## Biografia
La Hain ha recitato dal 1990 in più di 90 produzioni cinematografiche e televisive.

## Filmografia parziale

### Cinema
- The Reader - A voce alta (The Reader), regia di Stephen Daldry (2008)
- La contessa (The Countess), regia di Julie Delpy (2009)
- The Young Victoria, regia di Jean-Marc Vallée (2009)
- Corri ragazzo corri (Lauf, Junge, Lauf), regia di Pepe Danquart (2013)
- Honig im Kopf, regia di Til Schweiger (2014)
- Opera senza autore (Never Look Away), regia di Florian Henckel von Donnersmarck (2018)
- La ragazza del mare (Young Woman and the Sea), regia di Joachim Rønning (2024)

### Televisione
- Babylon Berlin – serie TV (2017-in corso)
- Mirage – serie TV, 6 episodi (2020)
- Tribes of Europa – serie TV, 6 episodi (2021)
- Davos – serie TV, (2023)

## Doppiatrici italiane
Nelle versioni in italiano delle opere in cui ha recitato, Jeanette Hain è stata doppiata da:
- Franca D'Amato ne La ragazza del mare
- Rita Baldini in Corri ragazzo corri